# 海陵郡
海陵郡（かいりょう-ぐん）は、中国にかつて存在した郡。東晋から隋初にかけて、現在の江蘇省東部に設置された。

## 概要
411年（義熙7年）、東晋により広陵郡が分割されて、海陵郡が立てられた。海陵郡は徐州に属し、郡治は海陵県に置かれた。
421年（永初2年）、南朝宋により淮南の徐州は南徐州と改称されたが、海陵郡は南徐州に転属した。431年（元嘉8年）、海陵郡は南兗州に転属した。南朝宋の海陵郡は建陵県に郡治を移され、建陵・臨江・如皋・蒲濤・臨沢・寧海の6県を管轄した。
南朝斉のとき、海陵郡は建陵・臨江・如皋・蒲濤・臨沢・寧海・斉昌・海安の8県を管轄した。
南朝梁のとき、海陵郡の郡治は海陵県にもどされた。
北周のとき、南兗州は呉州と改称されたが、海陵郡は呉州に属した。
583年（開皇3年）、隋が郡制を廃すると、海陵郡は廃止されて、呉州に編入された。